# Koninkrijk Kasanje
Het koninkrijk Kasanje, ook wel koninkrijk Jaga, was van circa 1620 tot 1911 een land in Afrika, in het huidige Angola. Het koninkrijk werd gesticht door de Imbangala Jaga, die mogelijk afkomstig waren uit Centraal-Afrika. Aan het begin van de 17e eeuw vestigden zij zich in het gebied ten zuidwesten van de bovenloop van de rivier de Kwango, onder leiding van Kasanje ka Kulashingo, naar wie het koninkrijk is vernoemd.
De Portugese ontdekkingsreiziger António de Oliveira de Cadornega schatte eind 17e eeuw het aantal inwoners van het koninkrijk op 300.000, al is dit mogelijk een overschatting. Vanaf het einde van de 17e eeuw nam Kasanje een belangrijke handelspositie in, maar halverwege de 19e eeuw was deze rol overgenomen door de Ovimbundu. Na een strijd met de Portugezen, kwam het koninkrijk in de jaren 1850 onder Portugese invloed te staan, al kwam het in de daaropvolgende jaren nog tegen de Portugezen in opstand. Uiteindelijk kwam het koninkrijk in 1911 ten einde en werd het gebied definitief in de kolonie Portugees-West-Afrika opgenomen.